# Semino Rossi
Semino Rossi (Rosario, 29 mei 1962) is een Oostenrijkse schlagerzanger van Argentijnse komaf. Rossi is in het bezit van het Oostenrijks staatsburgerschap. Met zijn Oostenrijkse vrouw Gabi heeft hij twee dochters, Laura en Vanessa.
In 1982 kwam Rossi met een enkel vliegticket via Spanje naar Oostenrijk. Hij verdiende zijn brood als straatmuzikant en later als zanger in hotels in Spanje, Italië, Zwitserland en Oostenrijk. In Duitsland is hij doorgebroken door zijn optreden in het volksmuziekprogramma Musikantenstadl.

## Discografie

### Albums
| Album met eventuele hitnotering(en) in de Nederlandse Album Top 100 | Datum van verschijnen | Datum van binnenkomst | Hoogste positie | Aantal weken | Opmerkingen |
| ------------------------------------------------------------------- | --------------------- | --------------------- | --------------- | ------------ | ----------- |
| Alles aus liebe                                                     | 19-01-2004            | -                     |                 |              |             |
| Tausend rosen für dich                                              | 17-05-2005            | -                     |                 |              |             |
| Feliz navidad                                                       | 18-11-2005            | -                     |                 |              |             |
| Ich denk an dich                                                    | 14-07-2006            | -                     |                 |              |             |
| Einmal ja - Immer ja                                                | 14-09-2007            | 22-09-2007            | 74              | 2            |             |
| Live in Wien                                                        | 26-10-2007            | -                     |                 |              | Livealbum   |
| Die liebe bleibt                                                    | 28-08-2009            | 05-09-2009            | 31              | 7            |             |
| Die liebe bleibt - live                                             | 04-06-2010            | 12-06-2010            | 57              | 7            | Livealbum   |
| Rode rozen voor jou                                                 | 07-04-2011            | 16-04-2011            | 13              | 17           |             |
| Augenblicke                                                         | 03-06-2011            | 11-06-2011            | 44              | 13           |             |
| Symphonie des lebens                                                | 2013                  | 23-03-2013            | 27              | 1*           |             |
| Best of Semino Rossi - live                                         | 2014                  |                       |                 |              | Livealbum   |
| Best of                                                             | 2014                  |                       |                 |              |             |
| Amor - Die schönsten Liebeslieder aller Zeiten                      | 2015                  |                       |                 |              |             |
| Bella romantica : Seine schönsten Lieder                            | 2016                  |                       |                 |              | 3-CD        |
| Ein Teil von mir                                                    | 2017                  |                       |                 |              |             |
| Ein Teil von mir - Live aus Berlin                                  | 2018                  |                       |                 |              | Livealbum   |
| So ist das Leben                                                    | 2019                  |                       |                 |              |             |
| Heute hab ich Zeit für dich                                         | 2022                  |                       |                 |              |             |

| Album met hitnotering(en) in de Vlaamse Ultratop 200 albums | Datum van verschijnen | Datum van binnenkomst | Hoogste positie | Aantal weken | Opmerkingen |
| ----------------------------------------------------------- | --------------------- | --------------------- | --------------- | ------------ | ----------- |
| Ich denk an dich                                            | 2006                  | 19-08-2006            | 90              | 2            |             |
| Einmal ja - immer ja                                        | 2007                  | 04-10-2008            | 74              | 4            |             |
| Die Liebe bleibt                                            | 2009                  | 12-09-2009            | 35              | 27           |             |
| Rode rozen voor jou                                         | 2011                  | 14-05-2011            | 4               | 20           |             |
| Augenblicke                                                 | 2011                  | 11-06-2011            | 13              | 57*          |             |
| Feliz Navidad                                               | 2012                  | 27-10-2012            | 151             | 3            |             |
| Symphonie des lebens                                        | 2013                  | 23-03-2013            | 17              | 48           |             |
| Best of Semino Rossi - live                                 | 2014                  | 15-03-2014            | 36              | 10           |             |
| Best of                                                     | 2014                  | 22-03-2014            | 33              | 29           |             |

### Singles
| Single met eventuele hitnotering(en) in de Nederlandse Top 40 | Datum van verschijnen | Datum van binnenkomst | Hoogste positie | Aantal weken | Opmerkingen                 |
| ------------------------------------------------------------- | --------------------- | --------------------- | --------------- | ------------ | --------------------------- |
| Jij was het mooiste meisje                                    | 2011                  | -                     |                 |              | Nr. 31 in de Single Top 100 |
| Ben jij alleen vannacht                                       | 2011                  | -                     |                 |              | Nr. 81 in de Single Top 100 |

| Single met hitnotering(en) in de Vlaamse Ultratop 50 | Datum van verschijnen | Datum van binnenkomst | Hoogste positie | Aantal weken | Opmerkingen |
| ---------------------------------------------------- | --------------------- | --------------------- | --------------- | ------------ | ----------- |
| Bella romantica                                      | 2013                  | 27-04-2013            | tip91           | -            |             |

### Dvd
- Buenos Dias - Ich bin wieder hier (maart 2007)
- Live in Wien (oktober 2007)

| Dvd's met eventuele hitnoteringen in de Nederlandse Music Top 30 | Datum van verschijnen | Datum van binnenkomst | Hoogste positie | Aantal weken | Opmerkingen |
| ---------------------------------------------------------------- | --------------------- | --------------------- | --------------- | ------------ | ----------- |
| Die liebe bleibt - live                                          | 2010                  | 12-06-2010            | 8               | 12           |             |
| Best of Semino Rossi - live                                      | 2014                  | 15-03-2014            | 19              | 4            |             |